# مارلن هاوس هوفر

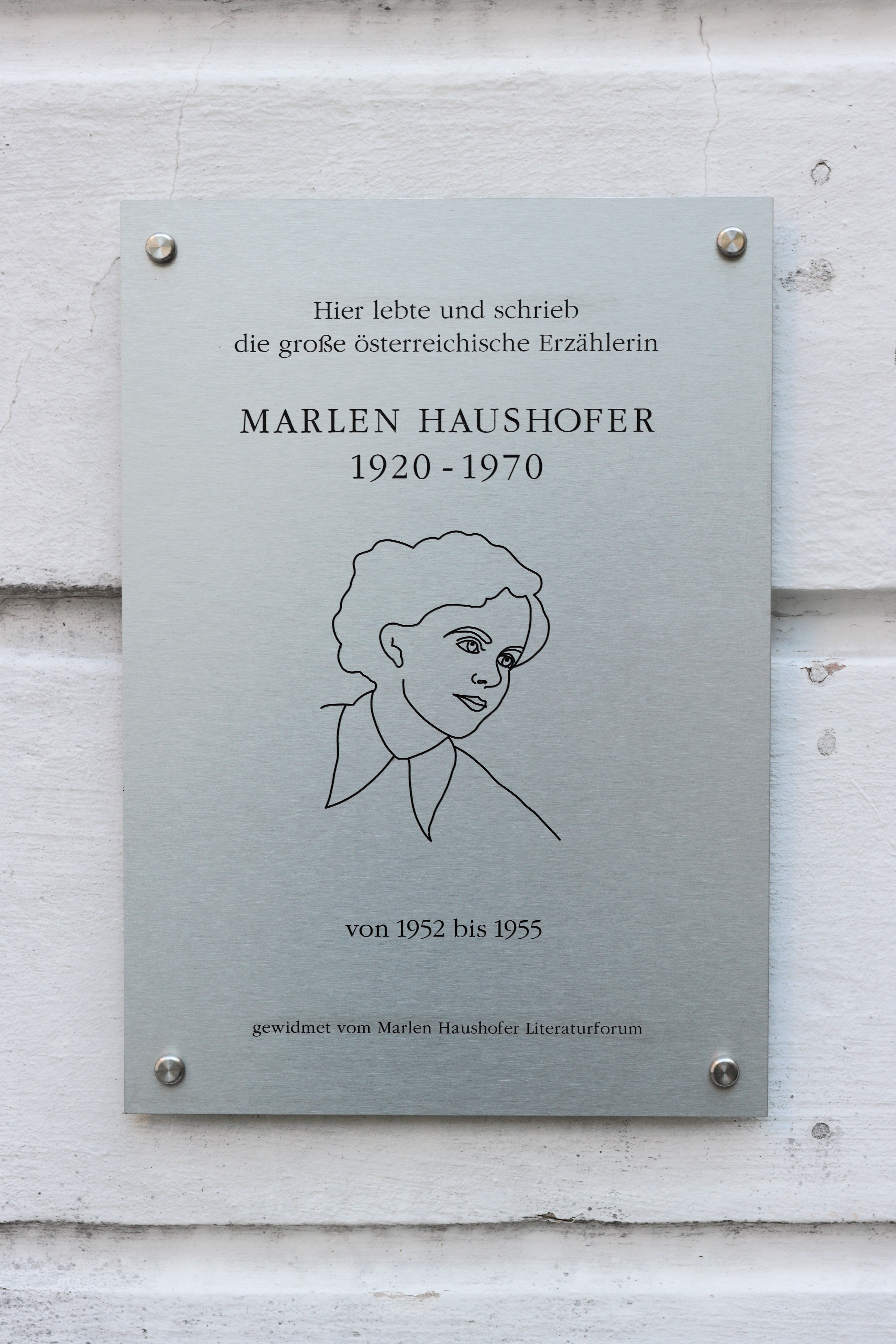
لوح یادبود مارلن هاوشوفر در اشتایر - اکتبر ۲۰۲۱

مارلن هاوس‌هوفر (به آلمانی: Marlen Haushofer)(زادهٔ ۱۱ آوریل ۱۹۲۰ – درگذشتهٔ ۲۱ مارس ۱۹۷۰) نویسنده‌ٔ اهل اتریش بود. معروف‌ترین اثر او، رمان دیوار است.

## بیوگرافی
مارلن هاوس‌هوفر در شمال اتریش به دنیا آمد. در لینز به مدرسه‌ای کاتولیک رفت و در وین ادبیات آلمانی را تحصیل کرد. در ۱۹۴۱ ازدواج کرد و حاصل آن دو پسر بود. در ۱۹۵۰ طلاق گرفت. در ۱۹۵۸ برای بار دوم ازدواج کرد و در ۱۹۷۰ در وین درگذشت.

## آثار
در ۱۹۵۵ نخستین رمانش به نام یک ذره از زندگی چاپ کرد. 